# Saint Andrew
Saint Andrew é uma paróquia de Barbados. Sua população estimada em 2005 era de 5.600 habitantes.

## Principais cidades
- Belleplaine
- Bruce Vale
- Greenland